# Phyllolabis meridionalis
Phyllolabis meridionalis är en tvåvingeart som beskrevs av Alexander 1945. Phyllolabis meridionalis ingår i släktet Phyllolabis och familjen småharkrankar. Inga underarter finns listade i Catalogue of Life.